# Кошачья лапка двудомная
Коша́чья ла́пка двудо́мная (лат. Antennária dióica) — вид травянистых растений рода Кошачья лапка (Antennaria) семейства Астровые (Asteraceae).
Народные названия: горлянка, камчук, золотушник, бессмертник.

## Ботаническое описание

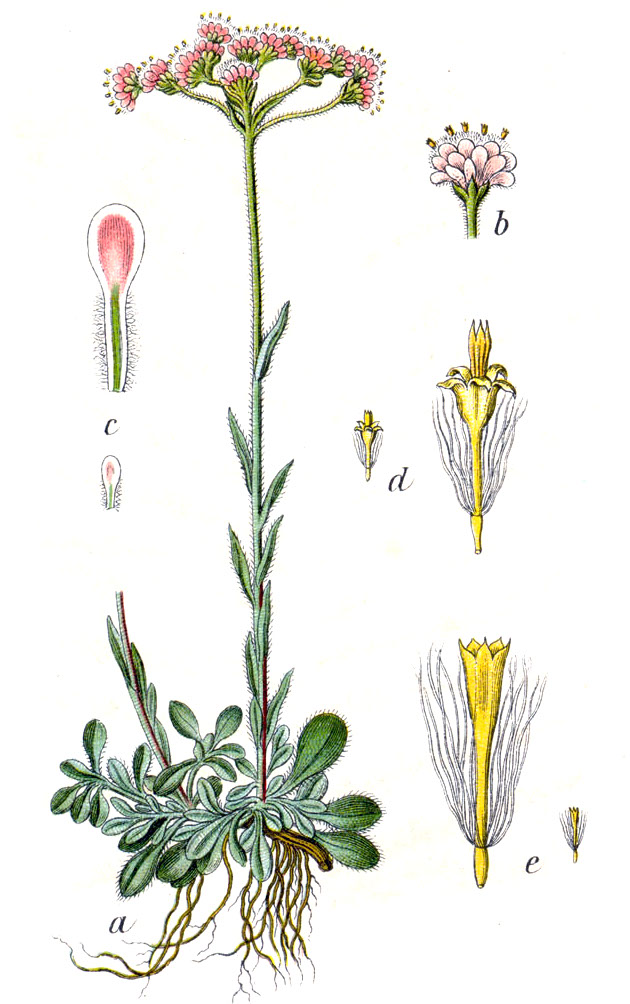

Многолетнее травянистое растение 10—30 см высоты с тонким корневищем, от которого отходят многочисленные укороченные, лежачие вегетативные побеги, несущие очерёдные, собранные в розетки листья и несколько прямых неветвистых цветоносных войлочно-опушённых стеблей.
Листья цельнокрайные, сверху голые, зелёные или с обеих сторон серебристые, войлочно-опушённые, прикорневые — лопатчатые (3—4 см в длину и 0,3—1 см ширину), тупые или заострённые, сужающиеся в длинный черешок. Стеблевые листья линейные или линейно-ланцетные, беловойлочные, сидячие, прижатые к стеблю.
Цветки мелкие в корзинках, собранные в щитковидные соцветия; верхушечная корзинка 5—6 мм в диаметре. Растение двудомное, корзинки с женскими цветками продолговатые, обычно розовые. Мужские корзинки шарообразные, белого цвета. В основании корзинок — черепитчатые листочки обёртки, снизу они пушистые, сверху сухие. Цветоложе голое, выпуклое. Мужские цветки с трубчатым или трубчато-лейковидным околоцветником, тычинок пять, нередко с пестиком, но бесплодные. Женские цветки широкотрубчатые с пестиком, столбиком и дваждыраздельным рыльцем, завязь нижняя.
Плоды — цилиндрические, продолговатые семянки (до 1 мм длиной) с хохолком из зазубренных волосков.
Цветёт с середины мая до конца июля, плоды созревают в июне — августе.
Размножение семенным и вегетативным путём.

## Распространение и экология
Евроазиатский вид. Распространен в субарктической, умеренно влажной и умеренно континентальной климатических зонах Европы, Азии и Северной Америки (Алеутские острова).
В России произрастает в европейской части, на Кавказе, Урале, в Сибири, на Дальнем Востоке (Курильские острова).
Растет в сосновых лесах, среди вереска, а также на сухих лугах и полянах. Светолюбивое растение, предпочитающее песчаные почвы.

## Значение и применение
Ранней весной хорошо поедается северным оленем (Rangifer tarandus) на проталинах и зимой из-под снега. Сохраняет зимой зелень прикорневых розеток на 100 %. Другими видами скота не поедается. Прекрасно переносит интенсивный выпас.
Лекарственное и декоративное растение.
В ветеринарии отваром травы лечат овец от поноса.

### В медицине
С лечебной целью используют траву (Herba Antennariae dioicae) и цветки (Flores Antennariae dioicae), в которых содержатся дубильные вещества, смолы, сапонины, витамин K, а также следы алкалоидов.
Заготавливают траву в период цветения, а соцветия — до раскрытия корзинок. Сушат в тени на открытом воздухе или в хорошо проветриваемых помещениях, не допуская пересушивания, которое приводит к рассыпанию корзинок. Хранят в коробках, застланных бумагой. Срок хранения — 1 год.
Кошачьи лапки рекомендуются народной медициной как ранозаживляющее, кровоостанавливающее и желчегонное средство, особенно используют при кровохарканьи, носовых, кишечных, геморроидальных, маточных кровотечениях (в виде настоев травы), при грыже, кровавом поносе, коклюше. По своему кровоостанавливающему действию кошачьи лапки превосходят адреналин и хлористый кальций, а по желчегонному — не уступают цмину песчаному (Helichrysum arenarium (L.) Moench.). Траву применяют при болезнях горла, туберкулезе лёгких, гипертонии, холециститах, гепатитах, а также как успокаивающее средство. Наружно применяют при детских экземах, нарывах, туберкулёзе кожи, порошком из травы присыпают раны.

### В декоративном садоводстве
Кошачью лапку двудомную широко используют в посадках в каменистых и вересковых садах, для декорирования альпийских горок и создания бордюров.
В альпинарии высаживают на сухих, хорошо освещённых солнцем местах с бедной песчаной, кислой почвой. Разрастаясь, она образует плотные серебристые ковровые заросли до 50 см в диаметре, сохраняя декоративность травостоя в течение всего вегетационного периода, устойчива к вытаптыванию. На плодородной почве с гумусом в полутенистых местах теряет компактность, а её стебли слишком вытягиваются.
В культуре известны выведенные сорта: низкорослый 'Томентоза' ('Tomentosa') с розовыми соцветиями и ворсинистыми или белыми бархатистыми листьями; 'Рубра' ('Rubra') с пурпурно-красными цветками; 'Минима' ('Minima') высотой всего 5-8 см, используемый при устройстве совсем небольших альпинариев.

## Классификация

### Таксономия[5]
Antennaria dioica (L.) Gaertn., 1791, Fruct. Sem. Pl. 2: 410, t. 167, fig. 3
Вид Кошачья лапка двудомная относится к роду Кошачья лапка семействa Астровые (Asteraceae) порядка Астроцветные (Asterales). Кладограмма в соответствии с Системой APG IV:
|  |                                      |  |                                   |                                   |                    |  | ещё 10 семейств | ещё 10 семейств |                         |  |                       |  | еще 48 подтвержденных и 50 в статусе "непроверенных" видов и инфравидовых таксонов | еще 48 подтвержденных и 50 в статусе "непроверенных" видов и инфравидовых таксонов |  |
|  |                                      |  |                                   |                                   |                    |  | ещё 10 семейств | ещё 10 семейств |                         |  |                       |  | еще 48 подтвержденных и 50 в статусе "непроверенных" видов и инфравидовых таксонов | еще 48 подтвержденных и 50 в статусе "непроверенных" видов и инфравидовых таксонов |  |
|  |                                      |  |                                   | порядок Астроцветные              |                    |  |                 |                 | род Кошачья лапка       |  |                       |  |                                                                                    |                                                                                    |  |
|  |                                      |  |                                   | порядок Астроцветные              |                    |  |                 |                 | род Кошачья лапка       |  | 1 инфравидовой таксон |  |                                                                                    |                                                                                    |  |
|  | отдел Цветковые, или Покрытосеменные |  |                                   |                                   | семейство Астровые |  |                 |                 | Кошачья лапка двудомная |  |                       |  |                                                                                    |                                                                                    |  |
|  | отдел Цветковые, или Покрытосеменные |  |                                   |                                   |                    |  |                 |                 |                         |  |                       |  |                                                                                    |                                                                                    |  |
|  |                                      |  | ещё 63 порядка цветковых растений | ещё 63 порядка цветковых растений |                    |  |                 | ещё 1804 рода   | ещё 1804 рода           |  |                       |  |                                                                                    |                                                                                    |  |
|  |                                      |  |                                   | ещё 63 порядка цветковых растений |                    |  |                 |                 | ещё 1804 рода           |  |                       |  |                                                                                    |                                                                                    |  |

### Инфравидовые таксоны
- Antennaria dioica var. congesta DC. (по состоянию на декабрь 2022 г. в статусе неподтвержденного)

### Синонимы
- Antennaria dioica var. australis  Gris
- Antennaria dioica var. dioica
- Antennaria dioica var. hyperborea  (D.Don) Greene
- Antennaria dioica var. hyperborea  (D.Don) DC.
- Antennaria foenina  H.S.Pak
- Antennaria hibernica  Braun-Blanq.
- Antennaria hyperborea  D.Don
- Antennaria insularis  Greene
- Antennaria insulensis  H.S.Pak
- Antennaria microphylla  Rydb.
- Antennaria montana  Gray
- Antennaria nigritella  H.S.Pak
- Antennaria zosonia  H.S.Pak
- Chamaezelum dioicum  Link
- Cyttarium dioicum  Peterm.
- Gnaphalium alpinum  Asso ex DC.
- Gnaphalium boreale  Turcz. ex DC.
- Gnaphalium dioica  L.
- Gnaphalium dioicum  L.
- Gnaphalium dioicum var. dioicum
- Gnaphalium hyberboreum  Winch ex DC.
- Gnaphalium pes-cati  Garsault
- Margaritaria simplex  Opiz